# Game Up
Game Up foi um programa semanal de 30 minutos do canal de esportes por assinatura ESPN Brasil, e tinha como tema os jogos eletrônicos. Era apresentado pelo jovem Luiz Hygino.

## História
O programa era produzido integralmente pela equipe da ESPN Brasil. Estreou em 2009, em parceria com a ESPN dos Estados Unidos, dando mais relevância aos jogos de esportes em geral, e em seguida passou a abordar todo o universo pertinente ao gamer, sem restrições ou preferências.
O Game Up tinha sua edição inédita nas quintas-feiras à noite, geralmente às 22h45, com várias reprises ao longo da programação. O blog oficial do programa trazia todos os episódios na íntegra, além de notícias e matérias relativas ao mundo dos games.